# Misztrál (szél)
A misztrál erős, hideg, északnyugati szél, amely a Francia-középhegység fennsíkjáról a Földközi-tenger térsége felé, az Oroszlán-öbölbe (Golfe du Lion) fúj, az északi mediterrán térségben. 
Franciaországban arra az erőteljes, hideg, északi vagy északnyugati szélre utal, amely felgyorsul amikor áthalad a Rhône és a Durance folyók völgyein, a Földközi-tenger partja felé haladva. Nagy hatással van a francia mediterrán partokra, és gyakran hirtelen viharokat okoz a mediterrán térségben Korzika és a Baleár-szigetek között.
A misztrál folyamatos szelet termel. Néha csak egy vagy két napig tart, gyakran több napig, és néha több mint egy hétig. Gyakran meghaladja a 66 km/h-t, néha elérve a 185 km/h-t is. A leggyakoribb télen és tavasszal, és legerősebb a két évszak közötti átmenetben.

## Neve
A neve a különböző nyelveken: 
- katalánul: Mestral
- olaszul: Maestrale
- franciául: Mistral
- korzikaiul: Maestral

## Fordítás
Ez a szócikk részben vagy egészben  a   Mistral (wind) című angol Wikipédia-szócikk fordításán alapul.  Az eredeti cikk szerkesztőit annak laptörténete sorolja fel. Ez a jelzés csupán a megfogalmazás eredetét és a szerzői jogokat jelzi, nem szolgál a cikkben szereplő információk forrásmegjelöléseként.